# Rudolf Stingel
Rudolf Stingel (* 1956 in Meran) ist ein in New York lebender konzeptueller Maler, der aus Südtirol stammt.

## Leben
Stingel wuchs in einer Partschinser Unternehmerfamilie auf, die Baustoffe im Vinschgau herstellt. Nach Ausbildungsversuchen an traditionellen Bildungsinstitutionen wie im humanistischen Beda-Weber-Gymnasium in Meran und in der Kunstschule im Gröden und nach der Wehrpflicht bei den Alpini ging er als Autodidakt über Wien 1980 nach Mailand, wo er begann, ernsthaft künstlerisch zu arbeiten, und eine erste Ausstellung organisierte. 1987 ging er nach New York und kam dort unter die Fittiche der Paula Cooper Gallery.
Stingel lebt in New York und hat weitere Wohnsitze in Mexiko und in Meran.

## Werke
- Instructions. Instruzioni. Anleitung. Mode d'eplio. Instrucciones. 1989 (d. i. eine Schritt-für-Schritt-Anleitung zur Erstellung einer „echten Rudolf-Stingel“-Malerei)

## Ausstellungen
- 2019 Fondation Beyeler, Riehen (bei Basel), 26. Mai – 6. Oktober 2019
- 2013 Palazzo Grassi, Venedig, 2013
- 2012 Wiener Secession, Wien, 23. Februar – 15. April 2012
- 2010 Neue Nationalgalerie, Berlin, 10. Februar – 24. Mai 2010
- 2007 Museum of Contemporary Art (Chicago)
- 2006 Inverleith House, Edinburgh
- 2006 Whitney Museum of American Art Day for Night: Whitney Biennial 2006, New York
- 2006 Palazzo Grassi, Venedig, Where are we going? (Works from the Collection of Francois Pinault)
- 2005 EURAC Turm, Bozen
- 2004 Museum of Contemporary Art, Love/Hate: from Magritte to Cattelan, Masterpieces from the Museum of Contemporary Art, Chicago
- 2004 Museum für Moderne Kunst, Frankfurt
- 2002 Paula Cooper Gallery, New York
- 1995 Kunsthalle Zürich
- 1994 Neue Galerie Graz